# Oltre (Mace)
Oltre è il secondo album in studio del DJ producer italiano Mace, pubblicato il 27 maggio 2022 dalla Island Records e dalla Universal Music Group.

## Descrizione
Rispetto al precedente OBE si tratta di un disco completamente strumentale che spazia tra sonorità elettroniche e psichedeliche. Secondo lo stesso artista, il fulcro centrale della pubblicazione è la traccia d'apertura Breakthrough Suite:

## Tracce

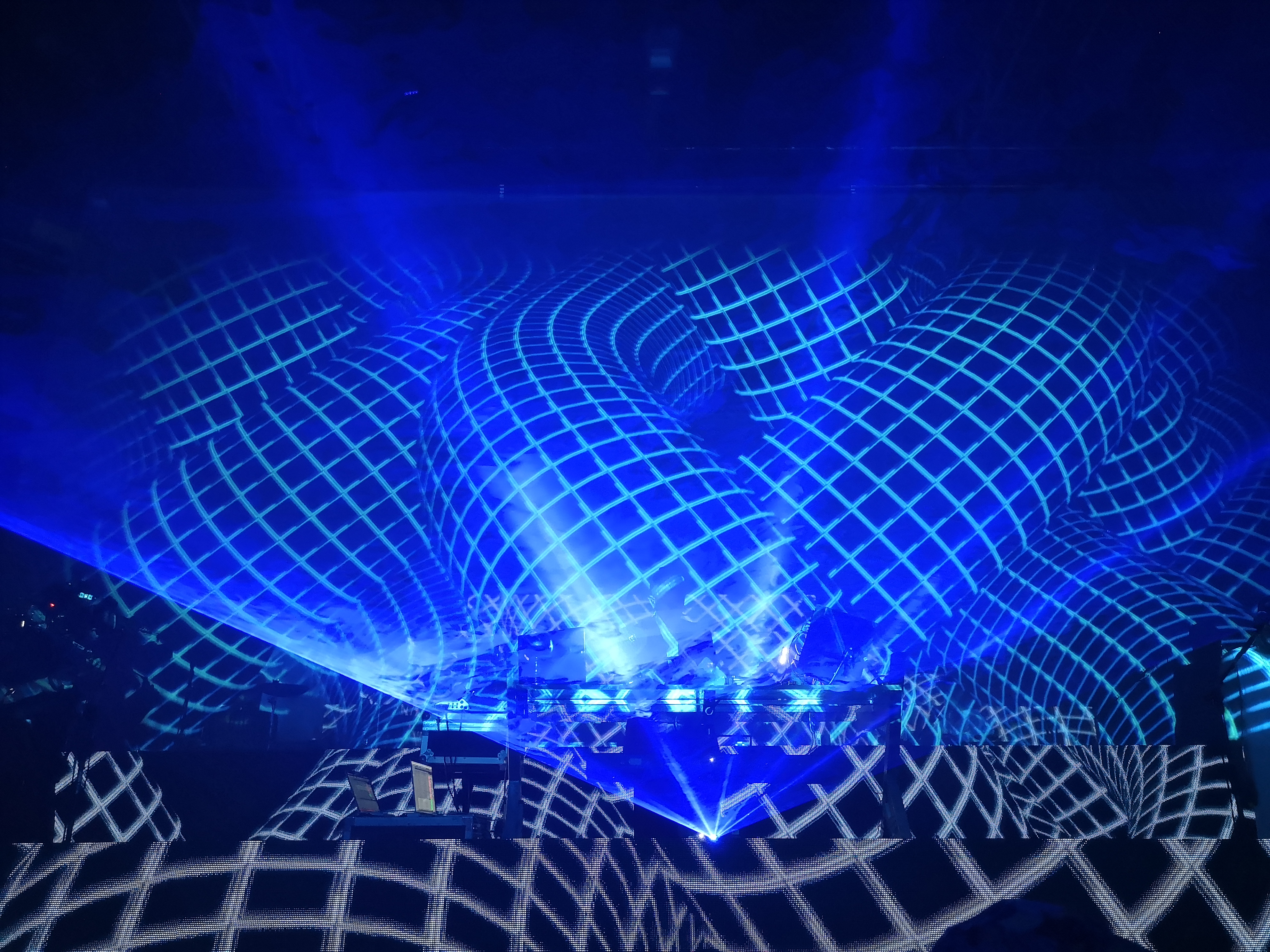
Mace in concerto a Milano durante l'esecuzione di Serpente cosmico

LP
- Lato A

1. Breakthrough Suite – 22:17

- Lato B

1. Singularity – 4:54 (musica: Simone Benussi, Andrea Venerus)
2. Ologramma – 4:45 (musica: Simone Benussi, Andrea Venerus)
3. Estasi – 4:58 (musica: Simone Benussi, Andrea Venerus)

- Lato C

1. Espansione – 4:47 (musica: Simone Benussi, Raffaele Scogna)
2. Rituale – 4:46 (musica: Simone Benussi, Matteo Soru)
3. Impeto – 4:37 (musica: Simone Benussi)

- Lato D

1. Serpente cosmico – 5:43 (musica: Simone Benussi, Andrea Venerus)
2. Moto perpetuo – 5:09 (musica: Simone Benussi, Raffaele Scogna)
3. Sangoma – 5:40 (musica: Simone Benussi)
4. Volo celeste – 3:08 (musica: Simone Benussi, Daniele Bronzini)

Download digitale
1. Breakthrough Suite – 19:26 (musica: Simone Benussi, Andrea Venerus, Fabio Rondanini, Daniele Bronzini, Riccardo Cardelli, Leo Vertunni, Enrico Gabrielli)
2. Singularity – 4:54 (musica: Simone Benussi, Andrea Venerus)
3. Ologramma – 4:45 (musica: Simone Benussi, Andrea Venerus)
4. Estasi – 4:58 (musica: Simone Benussi, Andrea Venerus)
5. Espansione – 4:47 (musica: Simone Benussi, Raffaele Scogna)
6. Rituale – 4:46 (musica: Simone Benussi, Matteo Soru)
7. Impeto – 4:37 (musica: Simone Benussi)
8. Serpente cosmico – 5:43 (musica: Simone Benussi, Andrea Venerus)
9. Moto perpetuo – 5:09 (musica: Simone Benussi, Raffaele Scogna)
10. Sangoma – 5:40 (musica: Simone Benussi)
11. Volo celeste – 3:08 (musica: Simone Benussi, Daniele Bronzini)
12. Risveglio – 2:51 (musica: Simone Benussi, Raffaele Scogna)

## Formazione
Hanno partecipato alle registrazioni, secondo le note di copertina:
Musicisti
- Mace – sintetizzatore (eccetto traccia 1-II), sintetizzatore modulare (tracce 1,[5] 5, 7-9, 11)
- Venerus – pianoforte (tracce 1-I e 2), sintetizzatore (tracce 1-I e 8), pianoforte elettrico Wurlitzer (tracce 1-II e 8), cori (tracce 2 e 3), chitarra (traccia 3), voce (traccia 4)
- Rodrigo D'Erasmo – violino (traccia 1-II)
- Marco Castello – tromba (traccia 1-II)
- Fabio Rondanini – percussioni (traccia 1-II)
- Danny Bronzini – chitarra (tracce 1-II, 1-V e 11)
- Annalisa De Santis – arpa (traccia 1-II)
- Riccardo Di Vinci – contrabbasso (tracce 1-II, 1-III e 12)
- Riccardo Cardelli – moog (traccia 1-II)
- Rabbo Scogna – tastiera (tracce 1-II, 1-IV e 9), pianoforte (traccia 1-VI e 1-VII) sintetizzatore (tracce 1-VI, 5, 7 e 10), cori (traccia 1-VII), chitarra (traccia 2)
- Leo Vertunni – sitar (traccia 1-III)
- Prisca Giulienetti – cori (traccia 1-III)
- Gadi Sassoon – sintetizzatore (tracce 1-III e 2)
- Enrico Gabrielli – sassofono (traccia 1-V)
- Leslie Sackey – cori (traccia 2)
- Swan – sintetizzatore (traccia 6)
- Simone Privitera – sintetizzatore aggiuntivo (traccia 7)
- Vittorio Gervasi – sassofono (traccia 11)

Produzione
- Mace – produzione
- Andrea Suriani – missaggio e mastering (eccetto tracce 3, 9 e 10)
- Gadi Sassoon – produzione aggiuntiva (traccia 1-III)
- Cesare Marocco – produzione aggiuntiva (tracce 3, 6 e 10), missaggio e mastering (tracce 3 e 10)
- Simone Privitera – produzione aggiuntiva (traccia 3)
- Swan – coproduzione (traccia 6)
- Gigi Barocco – missaggio e mastering (traccia 9)

## Successo commerciale
Pur non debuttando nelle prime 100 posizioni della Classifica FIMI Album, Oltre è risultato il 13º vinile più acquistato della 23ª settimana del 2022 secondo quanto riportato dalla Federazione Industria Musicale Italiana.